# 小倉台 (印西市)
小倉台（おぐらだい）は、千葉県印西市の町丁。現行行政地名として小倉台一丁目から四丁目までが置かれている。郵便番号は270-1356。

## 地理
印西市の西端、千葉ニュータウン中央駅の北側に位置する。北で木刈、東で大塚、南で中央北、西で白井市桜台と隣接する。住宅は一戸建がなくすべて集合住宅であり、商業施設もない。

## 世帯数と人口
2017年（平成29年）10月31日現在の世帯数と人口は以下の通りである。
| 丁目         | 世帯数    | 人口    |
| ------------ | --------- | ------- |
| 小倉台一丁目 | 665世帯   | 1,558人 |
| 小倉台二丁目 | 429世帯   | 1,115人 |
| 小倉台三丁目 | 584世帯   | 1,613人 |
| 小倉台四丁目 | 482世帯   | 1,210人 |
| 計           | 2,160世帯 | 5,496人 |

## 小・中学校の学区
市立小・中学校に通う場合、学区は以下の通りとなる。
| 丁目         | 番地 | 小学校               | 中学校             |
| ------------ | ---- | -------------------- | ------------------ |
| 小倉台一丁目 | 全域 | 印西市立小倉台小学校 | 印西市立木刈中学校 |
| 小倉台二丁目 | 全域 | 印西市立小倉台小学校 | 印西市立木刈中学校 |
| 小倉台三丁目 | 全域 | 印西市立小倉台小学校 | 印西市立木刈中学校 |
| 小倉台四丁目 | 全域 | 印西市立小倉台小学校 | 印西市立木刈中学校 |

## 施設
- 印西市立小倉台小学校
- 小倉台図書館
- 印西小倉台郵便局
- 大塚前公園

## 交通

### 鉄道
地内に鉄道は通っていない。中央南にある北総鉄道北総線の千葉ニュータウン中央駅が利用できる。

### 道路
- 都道府県道
  - 千葉県道189号千葉ニュータウン北環状線